# 스틱 PC

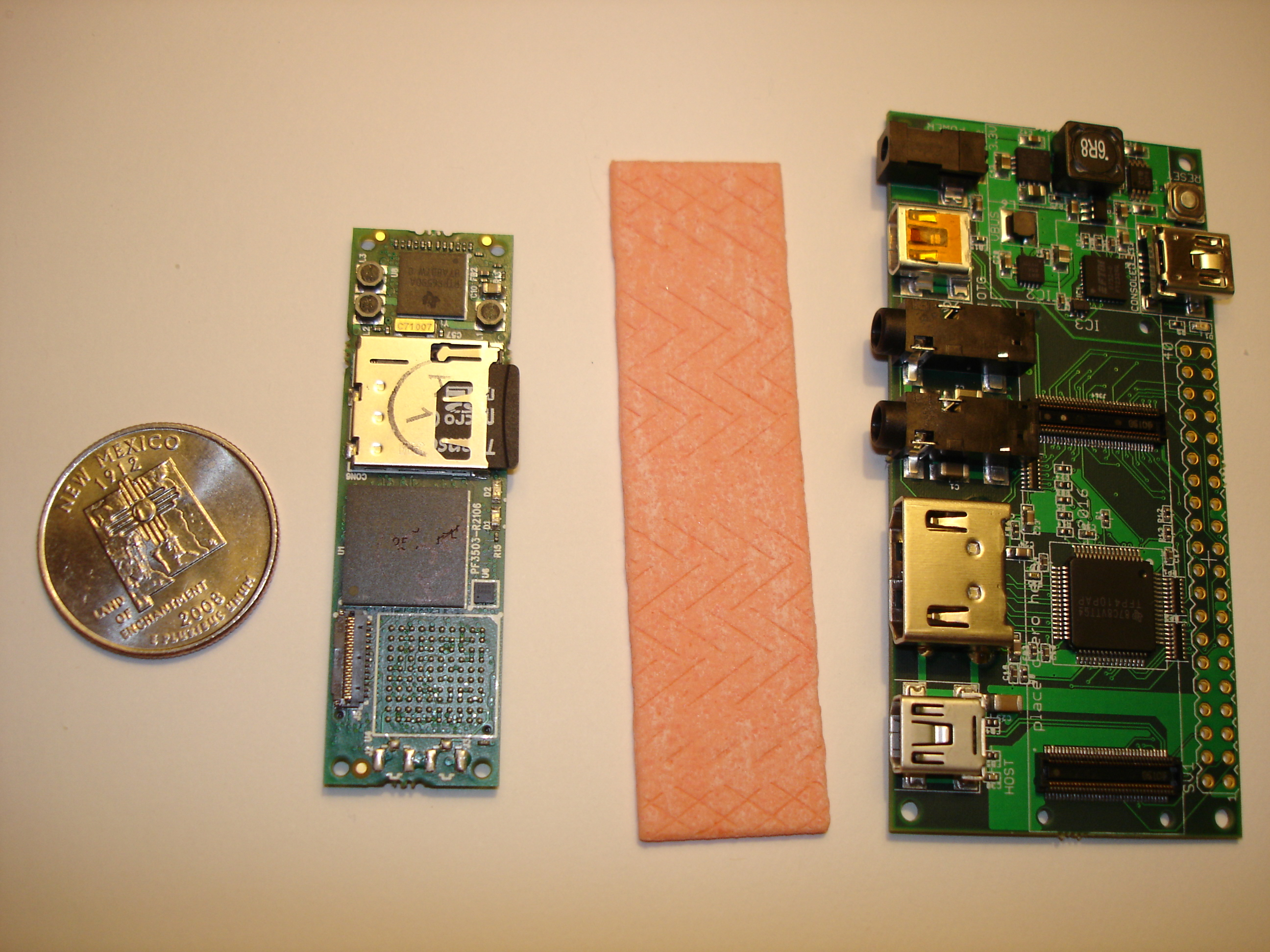
검스틱스(Gumstix, 왼쪽). 껌 스틱 크기 정도의 PC. 오른쪽에 확장 모듈이 있다.

스틱 PC(stick PC, PC on a stick)는 막대 모양의 크기가 작은 기다란 케이스에 장착된 단일 보드 컴퓨터로, 보통 (HDMI 선 없이) 직접 HDMI 비디오 포트에 접속할 수 있다. 스틱 PC는 독립 CPU나 처리 칩을 갖추고 있는 장치이며 다른 컴퓨터에 의존하지 않는다. USB 플래시 드라이브와 같은 수동형 기억 장치와는 구별한다.

## 역사
2003년에 출시된 검스틱스가 최초의 스틱 PC로 간주된다. 미리 설치된 리눅스 2.6 커널을 사용한 리눅스 운영 체제에 ARM 아키텍처 시스템 온 칩(SoC)을 사용하였다. 이 스틱에 윈도우 CE를 설치할 수 있다. 평균 크기의 껌과 비슷한 PC의 개념에 기초하여 개발되었다.
수많은 스틱 PC들은 ARM 아키텍처에 기반을 둔다. SoC는 리코매직의 안드로이드 미니 PC MK802 시리즈를 포함하여 HDMI 포트 연결이 가능한 막대 형태로 2012년 즈음에 처음 선보였다. PC MK802 시리즈의 경우 안드로이드나 GNU/리눅스 배포판을 사용하며, 둘 다 리눅스/올위너 테크놀로지 또는 록칩 SoC를 사용하며, 삼성 엑시노스 SoC를 사용한 커튼 캔디 또한 잘 알려져 있다.

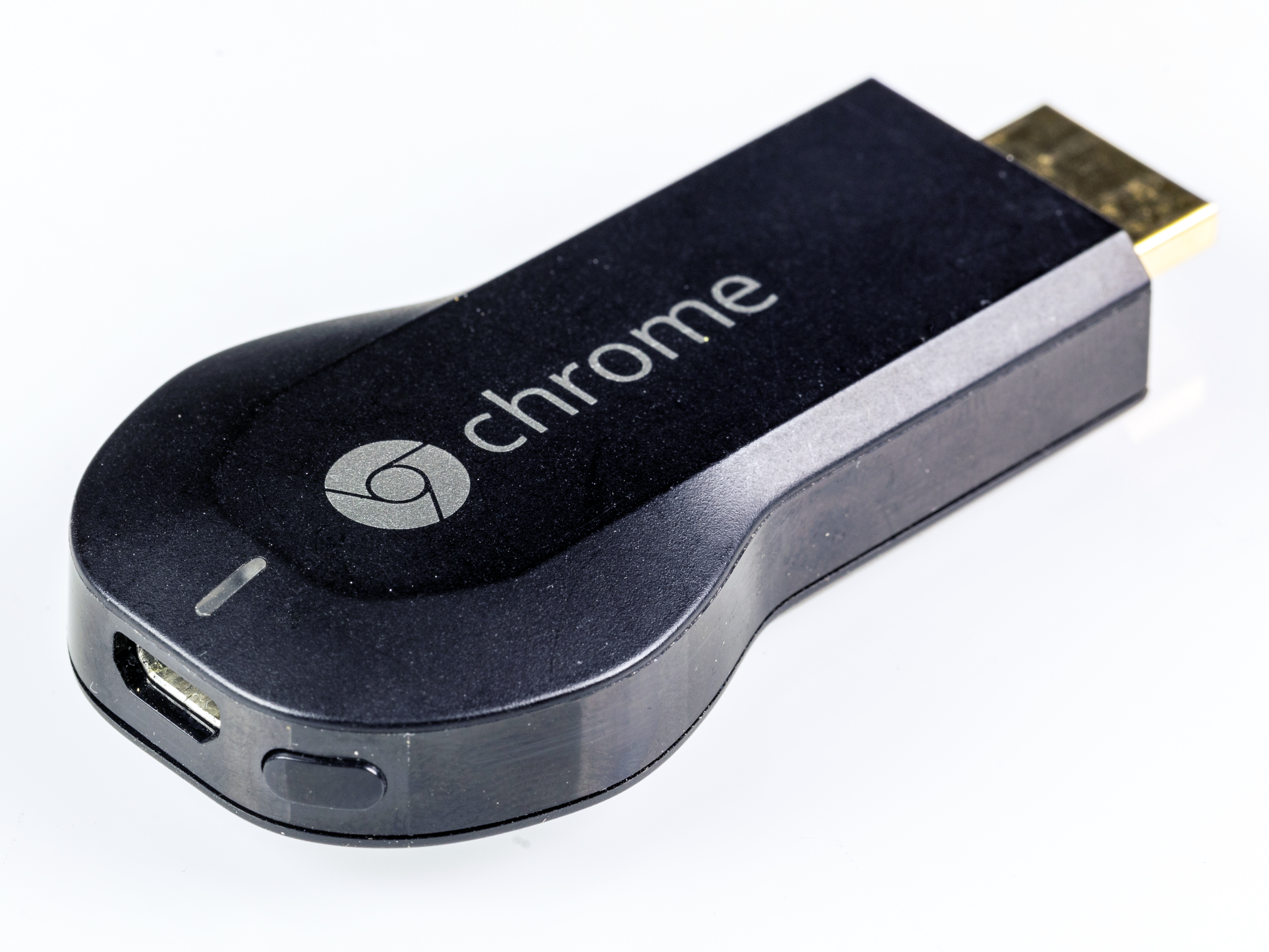
최초의 구글 크롬캐스트 (2013년)

같은 해에 여러 중국 제조업체들이 ARM SoC와 안드로이드 운영 체제를 이용하여 PC 스틱을 제조하였으며, 원격으로 와이파이를 통해 동영상을 방송하는 것을 전문으로 했다. 이듬해인 2013년 7월 24일, 구글은 같은 기술을 사용한 구글 크롬캐스트를 판매한다.
2013년 4월, 트론스마트(Tronsmart)는 MK908을 출시한다. (쿼드 코어 ARM Cortex-A9, ARM Mali-400MP GPU 장착).
2015년 3월, 에이수스와 구글은 크롬 OS로 구동되는 록칩 RK3288 SoC 기반의 스틱 PC인 크롬비트를 함께 선보인다.

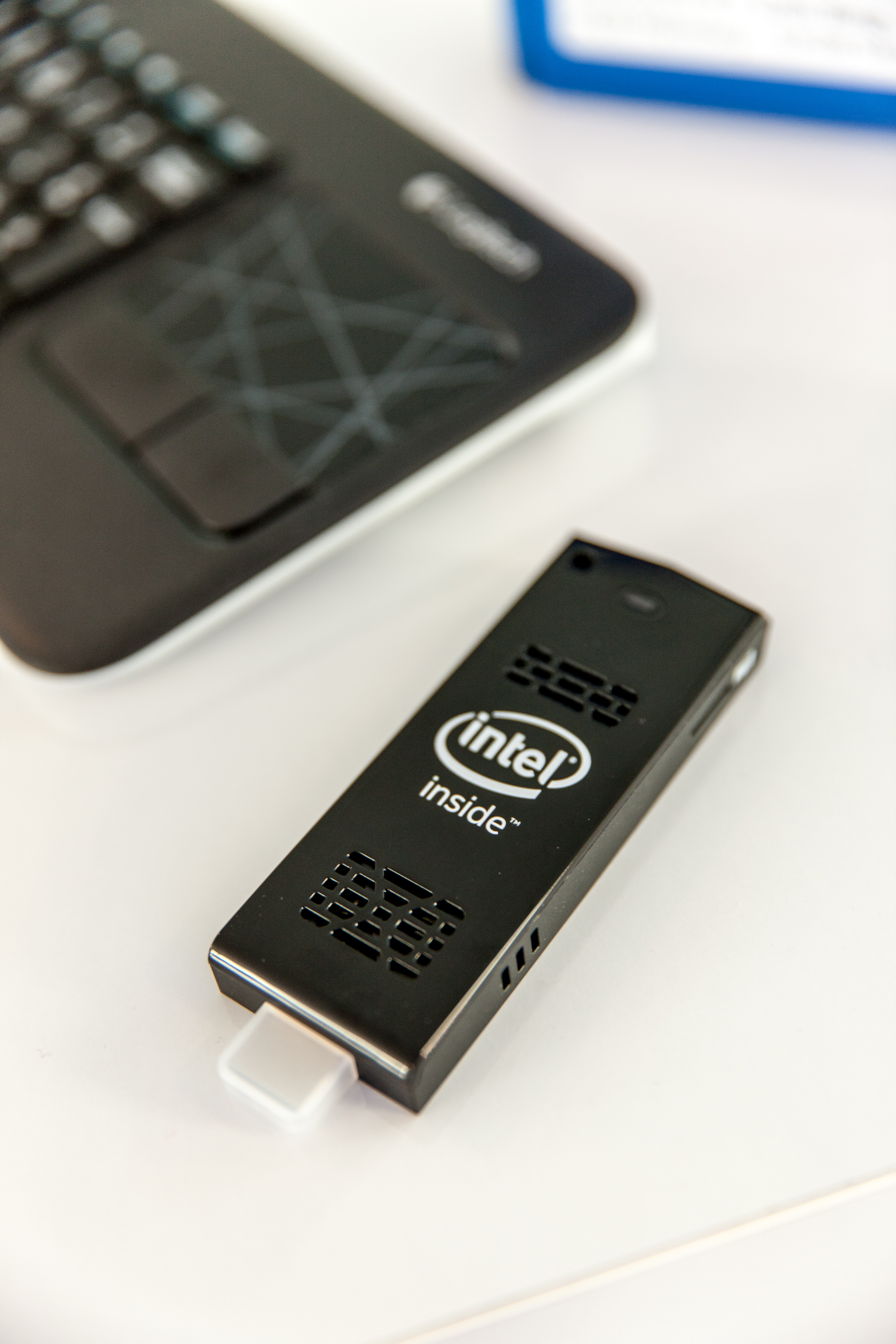
인텔 컴퓨트 스틱

2016년에 인텔 컴퓨트 스틱은 최초의 인텔 x86 기반 스틱 PC 가운데 하나로 간주된다.

## 같이 보기
- 단일 보드 컴퓨터
- 시스템 온 칩